# Débora García Mateo
Débora García Mateo (Santa Coloma de Gramenet, 17 d'octubre de 1989) és una centrecampista/davantera dreta internacional amb Espanya. Ha guanyat una Lliga i tres Copes amb l'Atlético i l'Espanyol. Actualment juga al Sevilla CF.

## Trajectòria
| Temporades         | Equip              | Títols  | Selecció                    |
| ------------------ | ------------------ | ------- | --------------------------- |
|                    | RCD Espanyol       |         |                             |
| 06/08 - 07/08      | UE L'Estartit      |         |                             |
| 08/09 - 13/14      | RCD Espanyol       | 3 Copes | Classificació Eurocopa 2013 |
| 14/15 - 15/16      | Atlético de Madrid | 1 Copa  |                             |
| 16/17 - 18/19      | València CF        |         |                             |
| 19/20 - 20/21      | RCD Espanyol       |         |                             |
| 21/22 - Actualitat | Sevilla CF         |         |                             |